# Khemis El Khechna
Khemis El Khechna è un comune dell'Algeria, situato nella provincia di Boumerdès.